# Richard Page (Musiker)

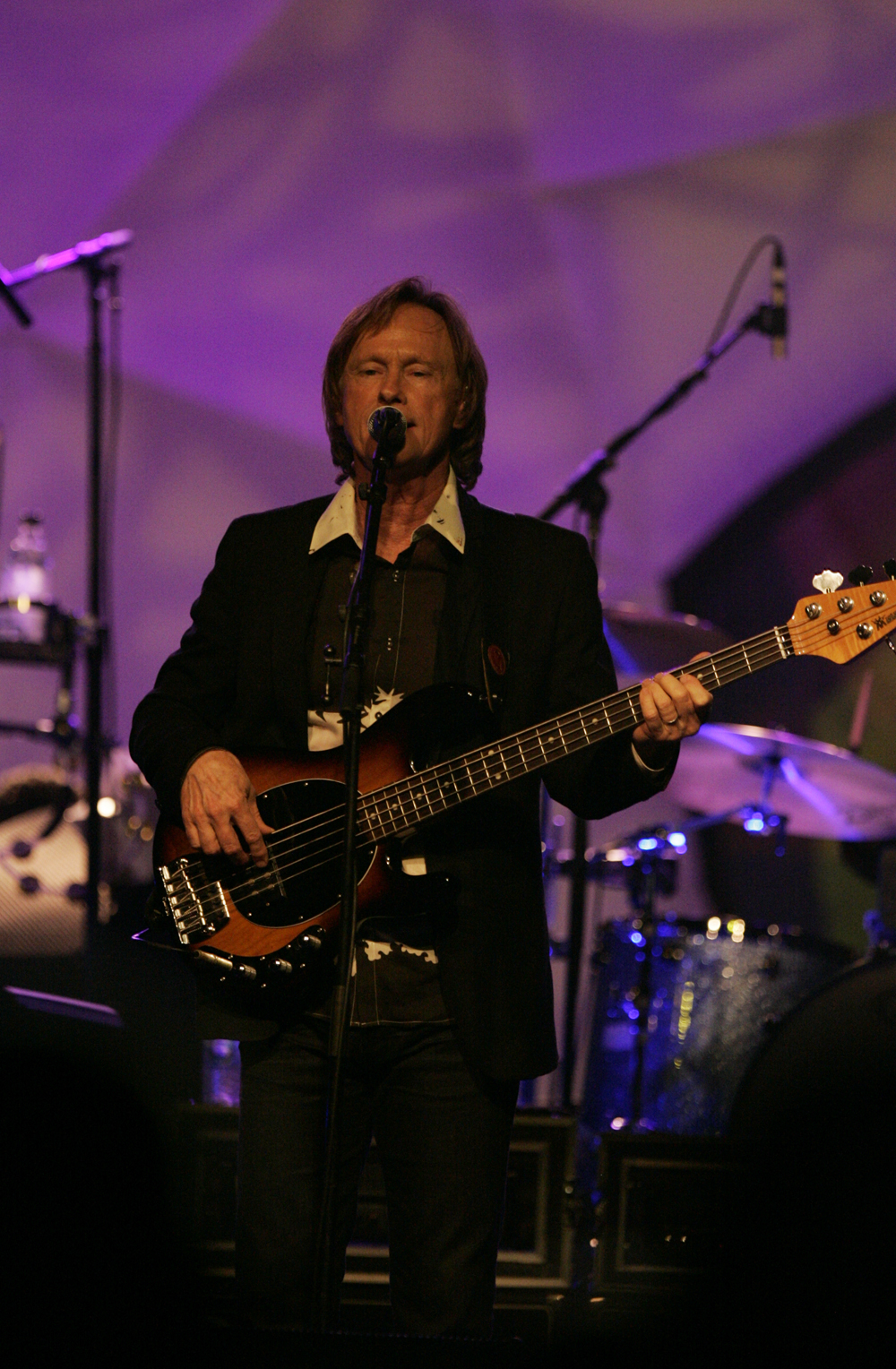
Richard Page 2013

Richard Page (* 16. Mai 1953 in Keokuk, Iowa) ist ein US-amerikanischer Sänger, Bassist und Songwriter, der vor allem als Leadsänger und Bassist der Band Mr. Mister bekannt ist. Zu den Hits der Band gehören Broken Wings und Kyrie. Seit den frühen 1980er-Jahren ist er auch Backgroundsänger für viele Künstler und Bands und seit 1996 Solokünstler. Er schrieb Songs für bekannte Künstler wie Barbra Streisand, Celine Dion, Dionne Warwick und Josh Groban.

## Werdegang
Richard Pages Eltern waren beide professionelle Musiker. Sein Vater war Sänger und Chorleiter, seine Mutter war Organistin, Pianistin und Sängerin. Mitte der 1950er Jahre zog die siebenköpfige Familie (Page hat eine Schwester und drei Brüder, die alle Musiker sind) nach Montgomery, Alabama, wo seine Eltern als Musikdirektoren in einer örtlichen methodistischen Kirche arbeiteten. Page hatte ein besonderes Interesse an den musikalischen Aktivitäten der Familie, und er sang früh selbst. Die Pages lebten von 1955 bis 1962 in Montgomery.
In den 1960er Jahren zog die Familie nach Phoenix, Arizona, wo seine Mutter viele Jahre als stellvertretende Direktorin des Phoenix Boys Choir arbeitete, während sein Vater musikalischer Leiter einer Kirche war. Page besuchte die Central High School und trat in Schulmusicals wie Oliver auf. „Es war eine großartige Erfahrung, ich war ein schrecklicher Schüler, ich musste den stellvertretenden Schulleiter anbetteln, mich zu graduieren“, sagte Page im Jahr 2015. „Er tat es, weil er wusste, dass meine Interessen in der Musik waren, ich hatte irgendwie in diesem Bereich graduiert.“ Page sagte, dass zu seinen musikalischen Einflüssen zu dieser Zeit The Beatles und The Beach Boys gehörten.
Nach seinem Schulabschluss im Jahr 1971 zog Page nach Hollywood. In Los Angeles trieben Page und Steve George, ein Freund aus Phoenix, „sich in der Musikszene von L.A. herum und arbeiteten schließlich mit Topacts wie REO Speedwagon, Andy Gibb, Al Jarreau und Kenny Loggins zusammen.“ Page lehnte das Angebot ab, Leadsänger für die Bands Chicago und Toto zu sein. Die Position, die er bei Chicago ablehnte, wurde von Jason Scheff angenommen.
Seine erste große Band Pages wurde mit seinem Freund aus Kindertagen, dem Keyboarder Steve George, gegründet, nachdem er Ende der 1970er Jahre von San Diego nach Los Angeles gezogen war. Nach der Produktion von drei Pages-Alben gründeten Page und George zusammen mit Steve Farris und Pat Mastelotto Mr. Mister. Page war Sänger und spielte Bass, George spielte Keyboards, Farris spielte Gitarre und Mastelotto war am Schlagzeug. Das erste Album der Band war I Wear the Face (1984). Page sagte, dass die Band in diesem Album „nur zusammenkam und herausfand“, wie sie klingen wollten. Die Gruppe wurde nach dem erfolgreichen Album Welcome to the Real World für mehrere Grammy Awards nominiert, darunter 1986 die „Best Pop Band“.
Nachdem sich die Gruppe nach einem weiteren und einem bis dahin unveröffentlichten Album 1990 aufgelöst hatte, war Page Mitglied von Third Matinee mit Patrick Leonard, bevor er 1996 sein erstes Soloalbum Shelter Me veröffentlichte. Es enthielt die Singles The Best Thing und My Oxygen, ein Remake von Nik Kershaws Hit. 1997 lehnte er ein Angebot von Leonard ab, ein zweites Third-Matinee-Album aufzunehmen.
Nach der Veröffentlichung von Shelter Me arbeitete Page als Songwriter und Sessionmusiker. Zu seinen Kunden im Bereich Songwriting zählen Kenny Loggins, Madonna (der Golden-Globe- und Grammy-nominierte Song I’ll Remember von With Honors), Josh Groban, Céline Dion, Chaka Khan, Donna Summer, Dionne Warwick, The Pointer Sisters, Meat Loaf und Patti LaBelle, Hall & Oates, BB Mak, Bill Champlin, Al Jarreau, Leona Lewis und viele andere. Er war der Sänger einer von Donald Fagen geschriebenen Melodie namens Green Flower Street, die 2000 auf dem Album Birdland von Masanori Sasaji und den L.A. Allstars erschien.
Auf Empfehlung seines Freundes, des Songwriters Richard Marx, wandte sich Ringo Starr an Page, damit dieser sich seiner elften All-Starr-Band anschließe. Im Sommer 2010 starteten sie eine 32-tägige US-Tournee und begannen 2011 eine 40-tägige Europatour. Page tourte im Sommer 2012, 2013 und 2017 auch mit Starrs zwölfter All-Starr-Band. Zu Ringo Starrs All-Starr-Band gehörten auf ihrer ersten Tour auch die Keyboarder Edgar Winter und Gary Wright, die Gitarristen Rick Derringer und Wally Palmar sowie der Schlagzeuger Gregg Bissonette.
Page hat mit seiner Frau Linda vier Kinder.

## Diskografie

### Soloalben
- Shelter Me (1996)
- Peculiar Life (2010)
- Songs from the Sketchbook (2012)
- Goin' South (2015)

### Livealben
- Solo Acoustic (2011) (DVD/CD)

### Mit Pages
- Pages (1978)
- Future Street (1979)
- Pages (1981)

### Mit Mr. Mister
- I Wear the Face (1984)
- Welcome to the Real World (1985)
- Go On... (1987)
- Pull (2010)

### Mit Third Matinee
- Meanwhile (1994)